# IC 4714
IC 4714 ist eine Spiralgalaxie vom Hubble-Typ Sc im Sternbild Pfau am Südsternhimmel. Sie ist schätzungsweise 200 Millionen Lichtjahre von der Milchstraße entfernt und hat einen Durchmesser von etwa 80.000 Lj. 

Im selben Himmelsareal befinden sich u. a. die Galaxien IC 4710 und IC 4713.
Das Objekt wurde am 18. August 1900 von DeLisle Stewart entdeckt.